# Koladzicze (stacja kolejowa)
Koladzicze (biał. Калядзічы, ros. Колядичи) – stacja kolejowa w miejscowości Koladzicze, w rejonie mińskim, w obwodzie mińskim, na Białorusi.